# Bixby (trợ lý ảo)
Bixby là một trợ lý ảo được phát triển bởi Samsung Electronics.
Vào ngày 20 tháng 3 năm 2017, Samsung ra mắt trợ lý ảo dựa trên giọng nói có tên là "Bixby". Bixby được giới thiệu cùng với hai chiếc điện thoại Samsung Galaxy S8 và S8+ trong sự kiện Samsung Galaxy Unpacked 2017, tổ chức ngày 29 tháng 3 năm 2017. Samsung đã chính thức hé lộ Bixby một tuần trước đó nhưng nó chỉ xuất hiện lần đầu trong sự kiện ra mắt chính thức. Bixby cũng có thể được cài đặt thủ công trên các thiết bị Galaxy khác chạy Android Nougat.
Bixby là phiên bản nâng cấp lớn của S Voice, ứng dụng trợ lý giọng nói của Samsung được giới thiệu năm 2012 cùng với chiếc Galaxy S III.
Vào tháng 5 năm 2017, Samsung cho biết Bixby sẽ được mang tới dòng tủ lạnh thông minh Family Hub 2.0 của hãng, khiến nó trở thành sản phẩm không di động đầu tiên được tích hợp trợ lý ảo.

## Tính năng
Bixby được chia làm ba phần, có tên là Bixby Voice, Bixby Vision và Bixby Home. Với Bixby Voice, người dùng có thể kích hoạt Bixby bằng cách gọi tên hoặc nhấn giữ nút Bixby nằm bên dưới nút điều chỉnh âm lượng. Một thời gian trước khi phát hành chiếc điện thoại, nút Bixby có thể được chuyển đổi để kích hoạt các ứng dụng hoặc phần mềm trợ lý khác, như Google Assistant. Tuy nhiên, gần đến ngày phát hành, tính năng này đã bị loại bỏ trong một bản cập nhật phần mềm.
Bixby Vision được tích hợp trong ứng dụng máy ảnh và có thể "nhìn thấy" những gì người dùng thấy do đây lá máy ảnh thực tế tăng cường, giúp nó xác định các vật thể theo thời gian thực, tìm kiếm vật thể trên nhiều dịch vụ khác nhau, và nếu có thì đưa ra nơi có thể mua sản phẩm đó. Bixby cũng có thể dịch văn bản, đọc mã QR và xác định các danh lam thắng cảnh.
Bixby Home có thể được truy cập bằng cách trượt sang bên phải từ màn hình chíng. Đây là màn hình cung cấp danh sách thông tin mà Bixby có thể tương tác, ví dụ như thời tiết, hoạt động thể dục và các nút điều khiến nhà thông minh.
Bixby hỗ trợ nhiều ngôn ngữ bao gồm tiếng Anh, Hàn và Trung. Nó cũng hỗ trợ tìm kiếm theo ngữ cảnh và tìm kiếm trực quan.

## Ngôn ngữ và các quốc gia sẵn có
Hiện tại, Bixby chỉ hoạt động bằng tiếng Anh và tiếng Hàn. Tuy nhiên, Samsung đã công bố vào ngày 6 tháng 4 năm 2017 sẽ bổ sung phiên bản tiếng Đức dự kiến vào quý 4 năm 2017. Bixby tiếng Hàn được ra mắt ngày 1 tháng 5 năm 2017 (KST).
Samsung cho biết Bixby sẽ chưa thể hoạt động trên phiên bản Samsung Galaxy S8 và S8+ tại Mỹ khi hai thiết bị này được bán ra bắt đầu từ ngày 21 tháng 4 năm 2017. Samsung đã thông báo rằng các tính năng chính của Bixby, bao gồm Vision, Home và Reminder sẽ bắt đầu hoạt động khi hai chiếc điện thoại được bán ra toàn cầu. Bixby Voice sẽ ra mắt tại Mỹ trên Galaxy S8 và S8+ vào cuối mùa xuân này. Tuy nhiên, việc ra mắt phiên bản tiếng Anh đã bị hoãn lại do Samsung gặp vấn đề trong việc thiết lập để Bixby hiểu hoàn toàn ngôn ngữ.
Tới tháng 8 năm 2017, Bixby hoạt động tại hơn 200 quốc gia, nhưng chỉ bằng tiếng Anh và tiếng Hàn.
Bixby có sẵn ở hơn 195 quốc gia nhưng chỉ bằng tiếng Hàn, tiếng Anh (Hoa Kỳ) và tiếng Trung (Quan Thoại). Phiên bản tiếng Trung của Bixby chỉ có sẵn trên các thiết bị được bán chính thức tại Trung Quốc đại lục. Bixby tiếng Hàn được ra mắt vào ngày 1 tháng 5 năm 2017 (KST).
Tháng 12 năm 2018, Samsung đã triển khai chức năng ra lệnh bằng giọng nói của Bixby Voice bằng tiếng Pháp.
Vào ngày 20 tháng 2 năm 2019, Samsung đã công bố bổ sung thêm các ngôn ngữ: tiếng Anh (Anh Quốc), Đức, Ý và Tây Ban Nha.

## Các thiết bị tương thích

### Điện thoại thông minh và máy tính bảng cao cấp

#### Galaxy S
- Samsung Galaxy S8 (và S8+)
- Samsung Galaxy S9 (và S9+)
- Samsung Galaxy S10 Series
- Samsung Galaxy S20 Series

#### Galaxy Note
- Samsung Galaxy Note FE
- Samsung Galaxy Note 8
- Samsung Galaxy Note 9
- Samsung Galaxy Note 10 (và 10+)

#### Samsung Smart Watch
- Samsung Galaxy Watch 42mm,46mm
- Samsung Galaxy Watch Active

### Điện thoại thông minh và máy tính bảng trung cấp

#### Galaxy A (2019)
- Galaxy A10
- Galaxy A10s
- Galaxy A20
- Galaxy A20e
- Galaxy A20s
- Galaxy A30
- Galaxy A40
- Galaxy A50
- Galaxy A50s
- Galaxy A60 (chỉ dành cho người dùng Trung Quốc)
- Galaxy A70
- Galaxy A80
- Galaxy A90 5G

#### Galaxy A (2020)
- Galaxy A01
- Galaxy A11
- Galaxy A31
- Galaxy A41
- Galaxy A51
- Galaxy A71

#### Galaxy A
- Samsung Galaxy A7 (2017) (chỉ dành cho người dùng Hàn Quốc; không có nút Bixby)[31]
- Samsung Galaxy A8 Star
- Samsung Galaxy Tab A 8.0 (2017) (không có nút Bixby)[32]
- Samsung Galaxy A9 (2019)

#### Galaxy J
- Samsung Galaxy J7+ (2017) (chỉ có Bixby Home và Reminder)
- Samsung Galaxy J6 (2018) (chỉ có Bixby Home và Reminder)
- Samsung Galaxy J4 (2018) (chỉ có Bixby Home và Reminder)
- Samsung Galaxy J6+ (2019) (chỉ có Bixby Home và Reminder)
- Samsung Galaxy J4+ (2019) (chỉ có Bixby Home và Reminder)